# Sowjetische Kriegsgräberstätte Bergen-Lohheide (Hörsten)

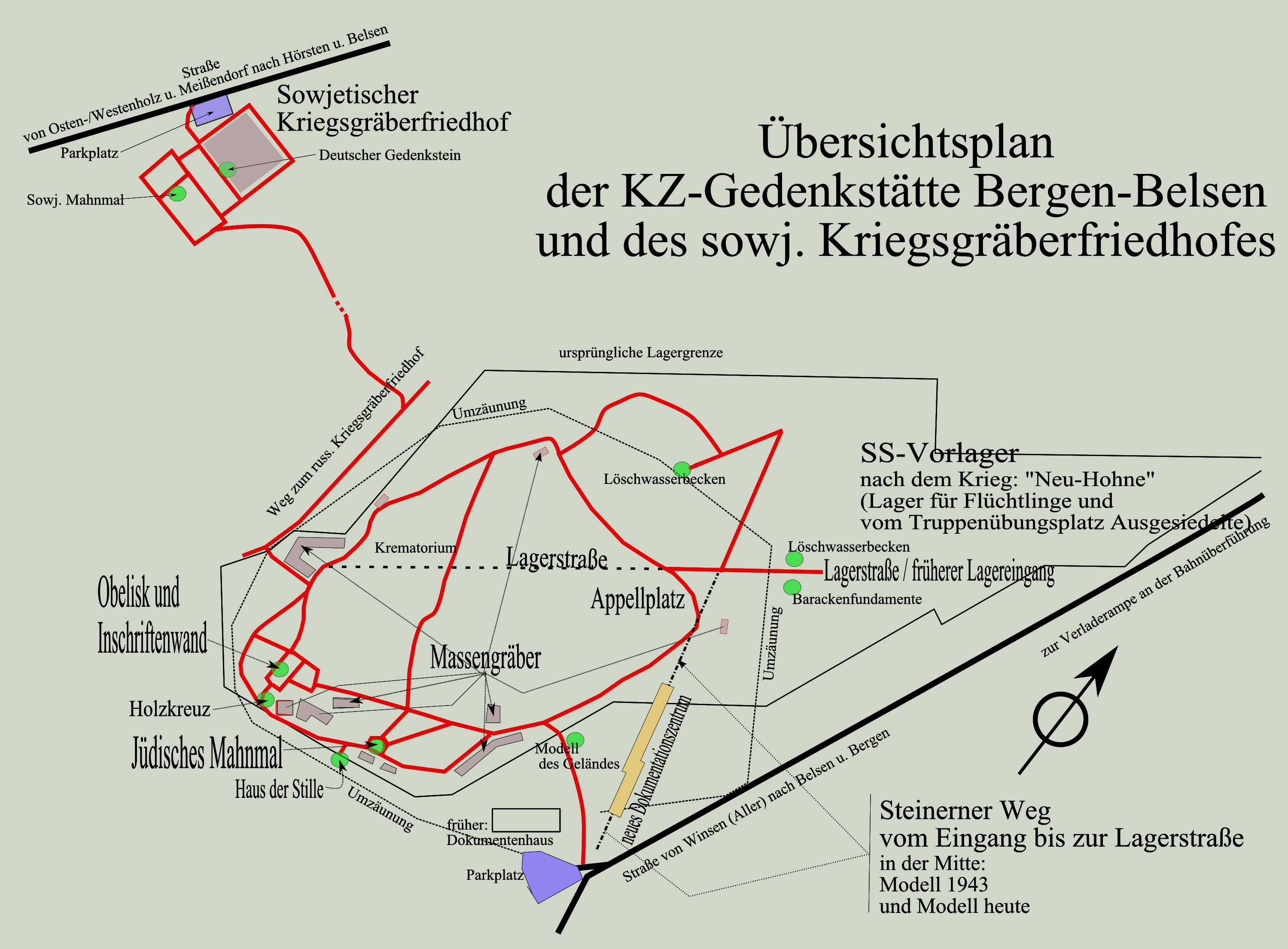
Lage der Sowjetischen Kriegsgräberstätte Bergen-Lohheide (Hörsten)

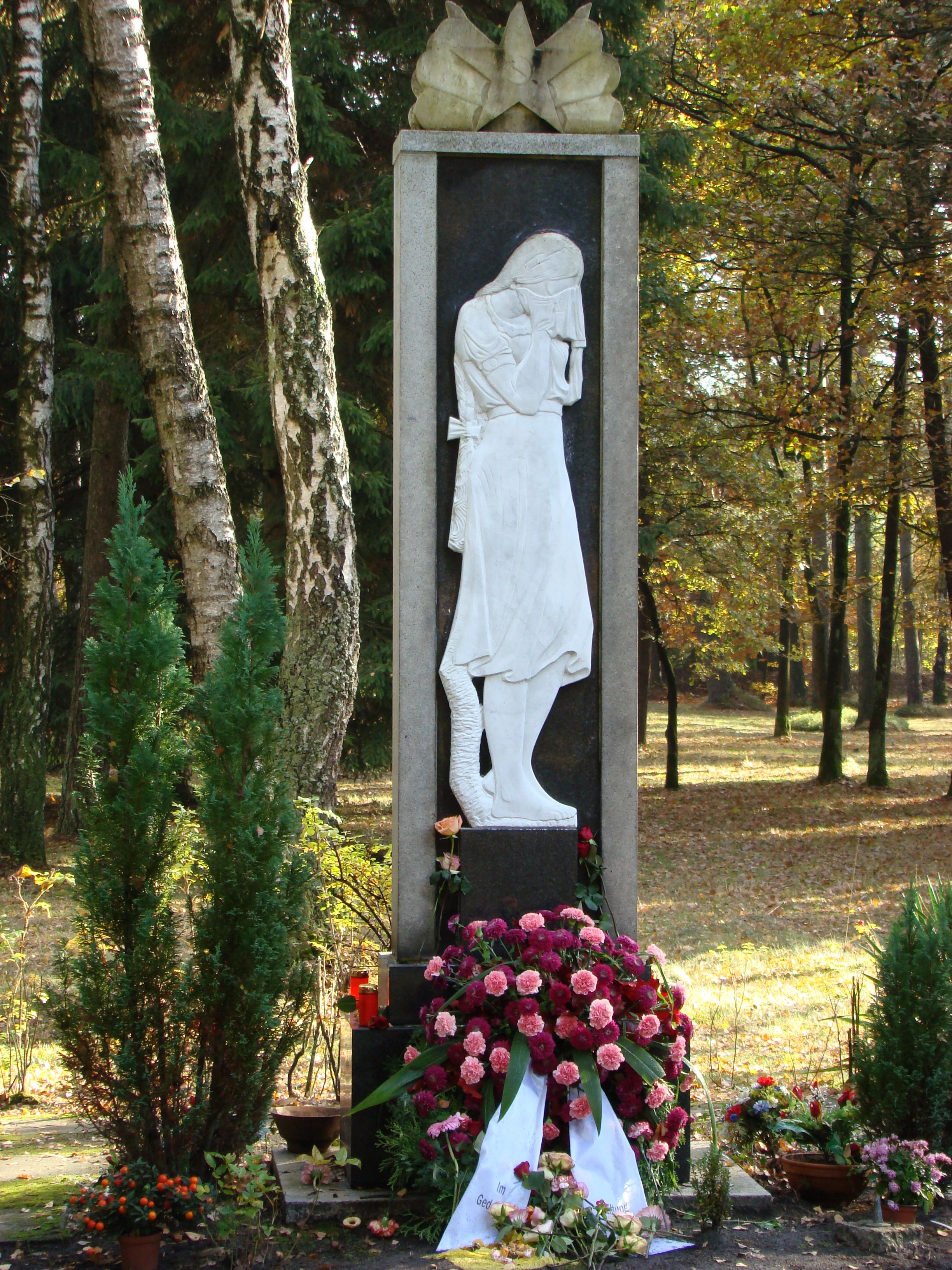
Sowjetisches Mahnmal auf dem Kriegsgefangenenfriedhof „Die Trauernde“ (Kopie) von M. Muchin

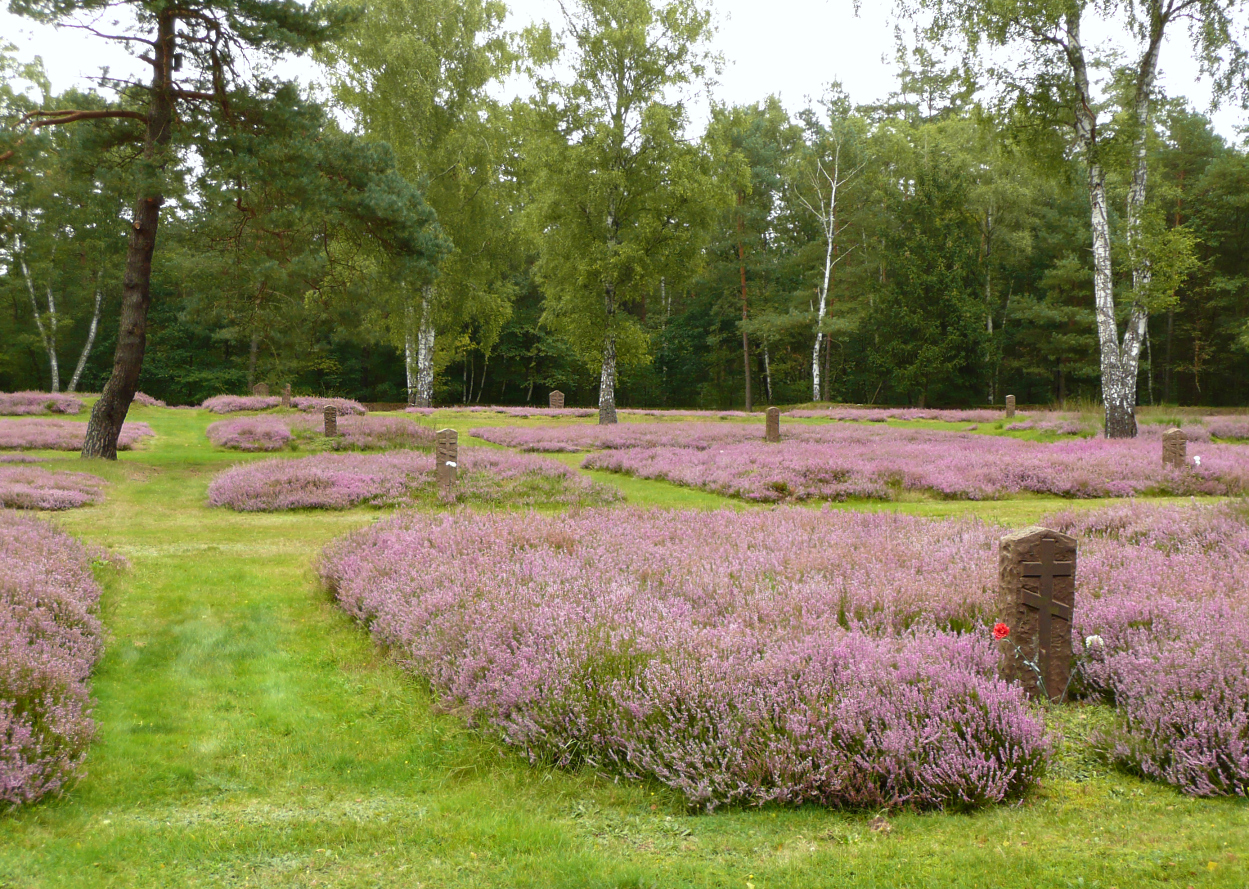
Massengräber auf dem sowjetischen Kriegsgefangenenfriedhof

Auf der Sowjetischen Kriegsgräberstätte Bergen-Lohheide (Hörsten) (auch Kriegsgefangenenfriedhof Hörsten) liegen die Opfer des ehemaligen etwa 600 Meter entfernten Kriegsgefangenenlagers Bergen-Belsen begraben.

## Kriegsgefangenenfriedhof Hörsten
In der Zeit von 1941 bis 1945 wurden hier mindestens 19.580 sowjetische Kriegsgefangene, zuerst in Einzelgräbern, ab Oktober 1941 in Massengräbern beigesetzt, die erfroren sind oder an Hunger, Typhus, Ruhr, Fleckfieber und Tuberkulose im Lager Bergen-Belsen starben. 13.500 sowjetische Kriegsgefangene starben bereits im Winter 1941/42, als es wegen völlig unzureichender Ernährung und mangelnden hygienischen Verhältnissen zu einem Massensterben kam. Außerdem wurden auf dem Friedhof 142 italienische Militärinternierte und neun polnische Kriegsgefangene in Einzelgräbern beigesetzt. Das einzige Einzelgrab das mit einem Namen versehen ist, ist das Grab der polnischen Kriegsgefangenen Elzbieta Glazowska. Die Gräber der italienischen Militärinternierten wurden 1958 aufgelöst. Die Toten wurden größtenteils auf die Italienische Kriegsgräberstätte Hamburg-Öjendorf umgebettet.

## Lager für sowjetische Kriegsgefangene

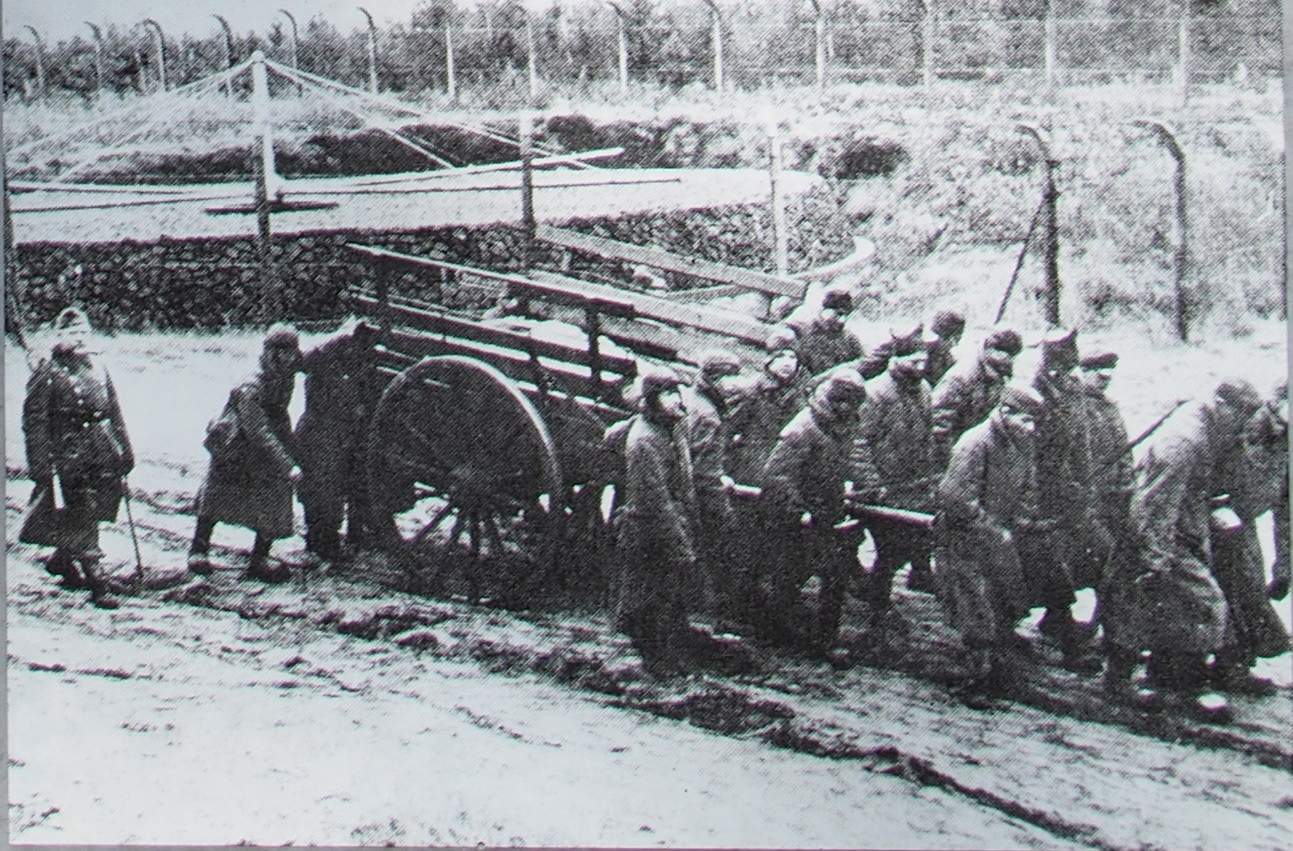
Sowjetische Kriegsgefangene transportieren Leichen zum Friedhof

Am 22. Juni 1941 begann mit dem deutschen Überfall auf die Sowjetunion der Deutsch-Sowjetische Krieg. In der Lüneburger Heide wurden drei Lager für Kriegsgefangene eingerichtet, sogenannte „Russenlager“. Das  Kriegsgefangenen-Mannschafts-Stammlager Stalag XI D (321) in Oerbke bei Bad Fallingbostel, das  Stalag XD 310 bei Wietzendorf und das Stalag XI C (311) Bergen-Belsen. Hier wurden bereits im Juli 1941 die ersten Soldaten der Roten Armee eingeliefert. Da es kaum Unterkunftsbaracken gab, mussten sich die Gefangenen in Erdhöhlen, Laubhütten oder Behelfszelten aufhalten. Seit August 1941 grassierte in Bergen-Belsen die Ruhr. Im November 1941 wurde das Lager wegen Ausbruch von Fleckfieber gesperrt. Der ganze Truppenübungsplatz wurde unter Quarantäne gestellt. Danach wurden Kranke und Arbeitsunfähige in das Lager Wietzendorf eingeliefert. Hier war im Lazarettbereich eine Isolierstation eingerichtet. Im April 1943 trat die Wehrmacht den südlichen Teil des Lagergeländes an die SS ab, die dort das Konzentrationslager Bergen-Belsen einrichtete. Von Juni 1943 bis Januar 1945 wurde das Lazarett als Zweiglager dem Stalag XI B in Fallingbostel zugeordnet. Am 15. Januar 1945 wurde das „Zweiglager Bergen-Belsen“ ganz aufgelöst. Die Gefangenen wurden ins Stalag XI B überführt.

## Erinnerungsprojekt

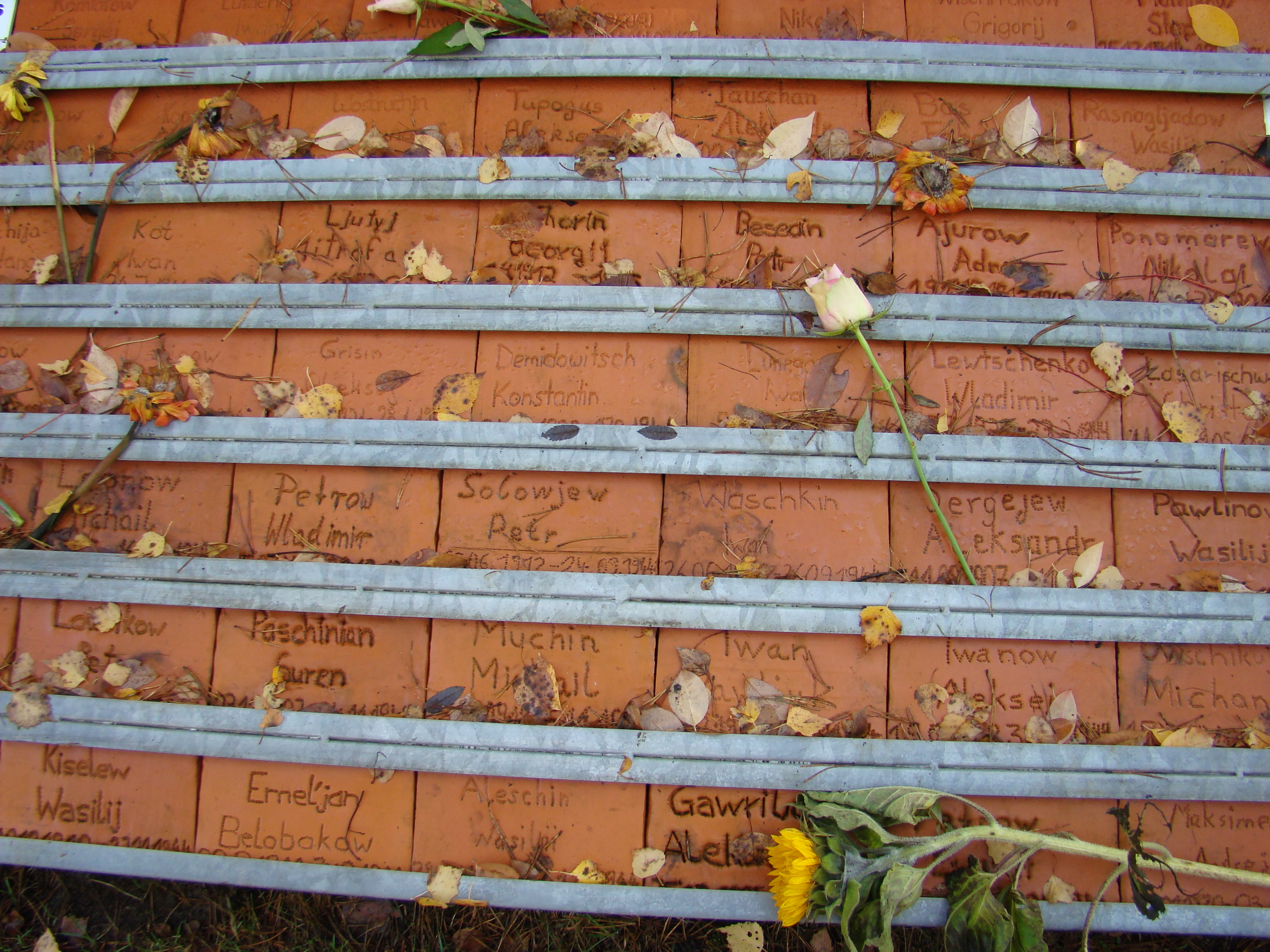
Kacheln mit Namen der toten sowjetischen Kriegsgefangenen in Bergen-Lohheide (Hörsten)

In einem Archiv bei Moskau wurden Karteikarten der Verstorbenen wiedergefunden.
Im Rahmen des Erinnerungsprojektes „Wir schreiben Eure Namen“, getragen von der AG Bergen-Belsen und dem Volksbund Deutsche Kriegsgräberfürsorge e.V. fertigen Schüler verschiedener Schulen aus ganz Niedersachsen – z. T. zusammen mit Gästen ihrer russischen Partnerschulen – Tonziegel mit den Namen von in Hörsten bestatteten sowjetischen Kriegsgefangenen an. Die Tafeln werden am Einfriedungswall der Kriegsgräberstätte montiert und dokumentieren Name, Geburts- und Sterbedatum der Toten auf diesem Friedhof.